# En (字体排印学)
en是字体排印学的计量单位，为em宽度的一半。根据定义，它等同于字体寬度的一半（如16点字体中就是8点）。名义上是小写字母n的宽度。
en dash (–)和en 空格( )都是1 en宽。

## 相关符号
- n宽不换行空格：UTF8 U+2002 (8194)、HTML ensp示例：

- en dash：UTF8 U+2013 (8211)、HTML ndash。示例：–